# 勒贝略
勒贝略（法語：Le Bélieu，法語發音：[lə beljø]）是法国杜省的一个市镇，属于蓬塔利耶区。

## 地理
勒贝略（47°7'9"N, 6°38'5"E）面积10.72 平方千米，位于法国勃艮第-弗朗什-孔泰大區杜省，该省份为法国东部内陆省份，北起上索恩省，西接汝拉省，东部及东南部与瑞士接壤，东北部与贝尔福地区省接壤。
与勒贝略接壤的市镇（或旧市镇、城区）包括：诺埃勒塞尔讷、拉博斯、富尔内-吕桑。

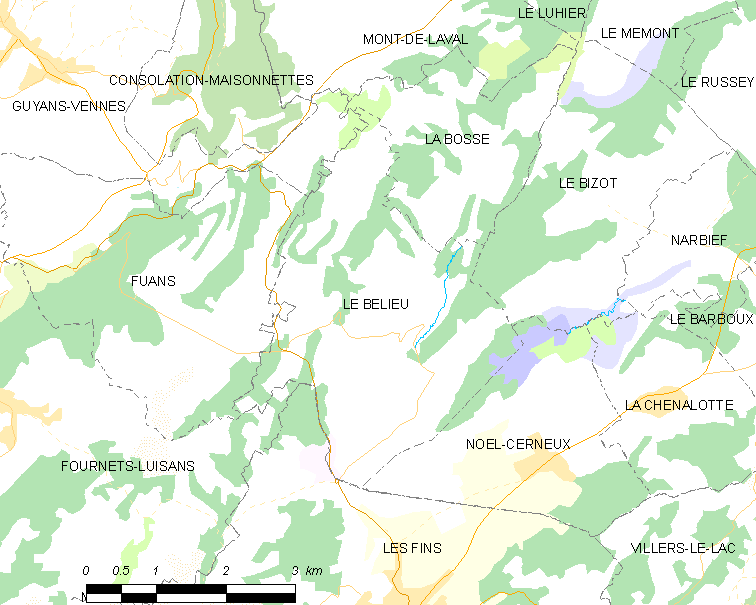
勒贝略的OSM定位图

勒贝略的时区为UTC+01:00、UTC+02:00（夏令时）。

## 行政
勒贝略的邮政编码为25500，INSEE市镇编码为25050。

## 政治
勒贝略所属的省级选区为莫尔托县。

## 人口

1962-2008年间勒贝略人口变化图示

勒贝略于2022年1月1日时的人口数量为512人。